# SDH Blovice
Sbor dobrovolných hasičů Blovice (zkratka SDH Blovice) je hasičský sbor sídlící v Blovicích v okrese Plzeň-jih.

## Historie
Sbor byl založen v roce 1882, a to po velkých požárech ve městě a místním velkostatku. Na zakládající valné hromadě se sešlo 86 členů, přičemž prvním starostou se stal pozdější říšský poslanec Josef František Karlík, zástupcem ředitel místního velkostatku Jan Žák a velitelem Jan Klement. Významným donátorem se stal také hrabě Eduard Pálffy, čímž se sbor zavázal rozšířit svoji působnost i na tenkrát samostatnou sousední obec Hradiště (i když tam již technika v podobě ruční stříkačky byla k dispozici).
Již několik let po založení, v roce 1890, se sbor podílel na pomoci při odstraňování následků tragické železniční nehody nedaleko Blovic, při které zemřelo pět osob a několik desítek jich bylo těžce zraněno. V roce 1895 se sbor stává součástí Podkokšínské – Blovické župy. V roce 1947 je do blovického sboru včleněna hradišťská jednotka SDH.
Výjezdová jednotka vznikla v roce 1995.

## Technika
První techniku obdržel sbor darem od města Blovice již během svého založení, a to ruční čtyřkolovou stříkačku. V roce 2020 disponuje dvěma nákladními automobily (cisterna Mercedes-Benz a cisterna Liaz), dvěma osobními (Ford Transit a Tatra 623), přívěsným valníkem a motorovým člunem.

## Sídlo
Sbor si v roce 1957 vybudoval svépomocí hasičskou zbrojnici v blovické Tyršově ulici. V letech 2017 a 2018 byla stávající budova významně rozšířena a zrekonstruována, neboť již technologicky nedostačovala a nevyhovovala.